# Erythrogenys swinhoei
Az Erythrogenys swinhoei a madarak osztályának verébalakúak (Passeriformes) rendjébe és a timáliafélék (Timaliidae) családjába tartozó faj.

## Rendszerezése
A fajt Armand David francia zoológus írta le 1874-ben, a Pomatorhinus nembe Pomatorhinus Swinhoei néven. Besorolása vitatott, egyes szervezetek jelenleg is ide sorolják.

## Előfordulása
Délkelet-Ázsiában, Kína délkeleti részén honos. Természetes élőhelyei a szubtrópusi és trópusi síkvidéki és hegyi esőerdők, valamint cserjések. Állandó, nem vonuló faj.

## Megjelenése
Testhossza 24 centiméter.

## Természetvédelmi helyzete
Az elterjedési területe rendkívül nagy, egyedszáma pedig növekszik. A Természetvédelmi Világszövetség Vörös listáján nem fenyegetett fajként szerepel.